# Nederlands-Mauritius

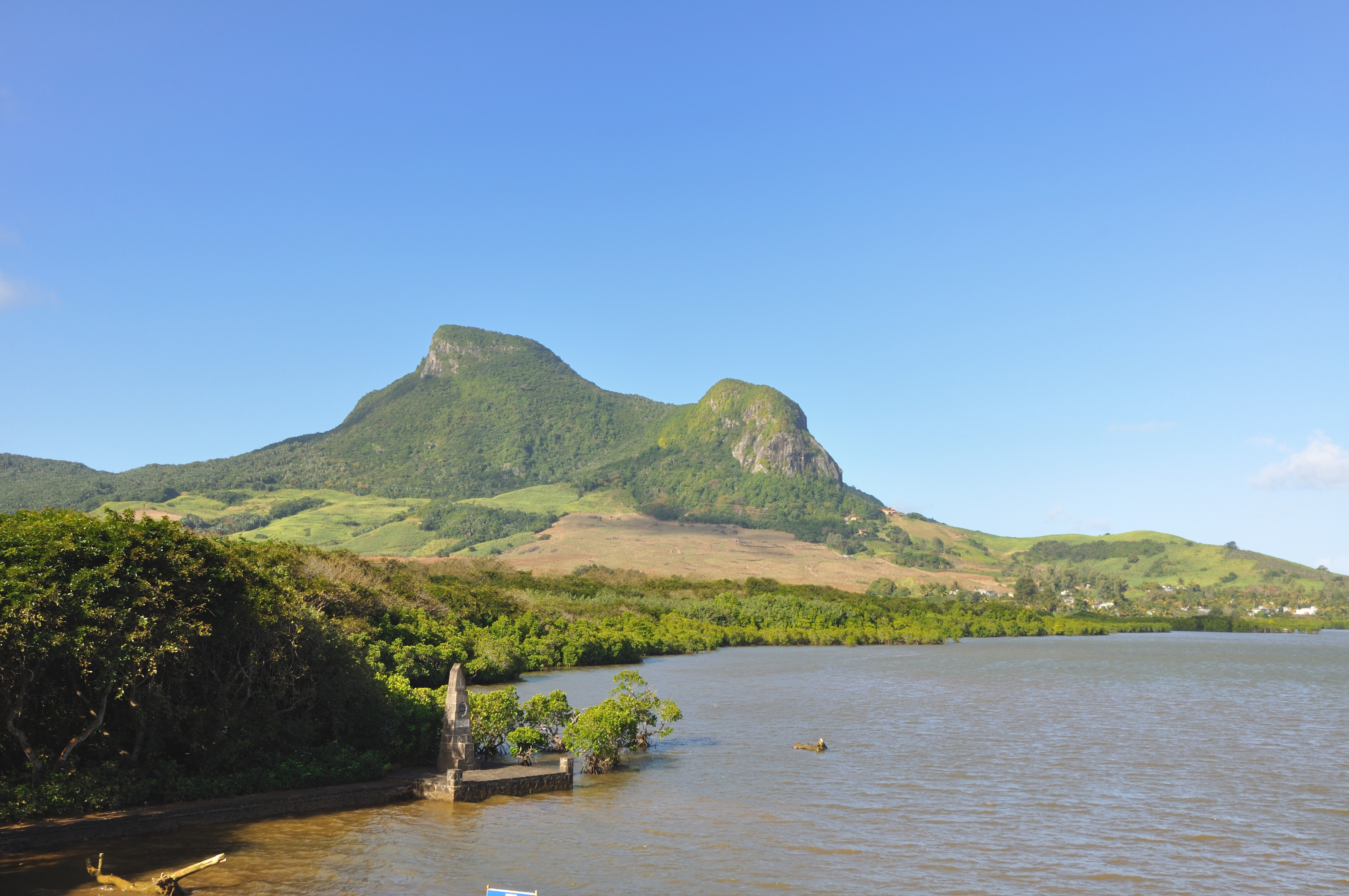
Het eiland Mauritius

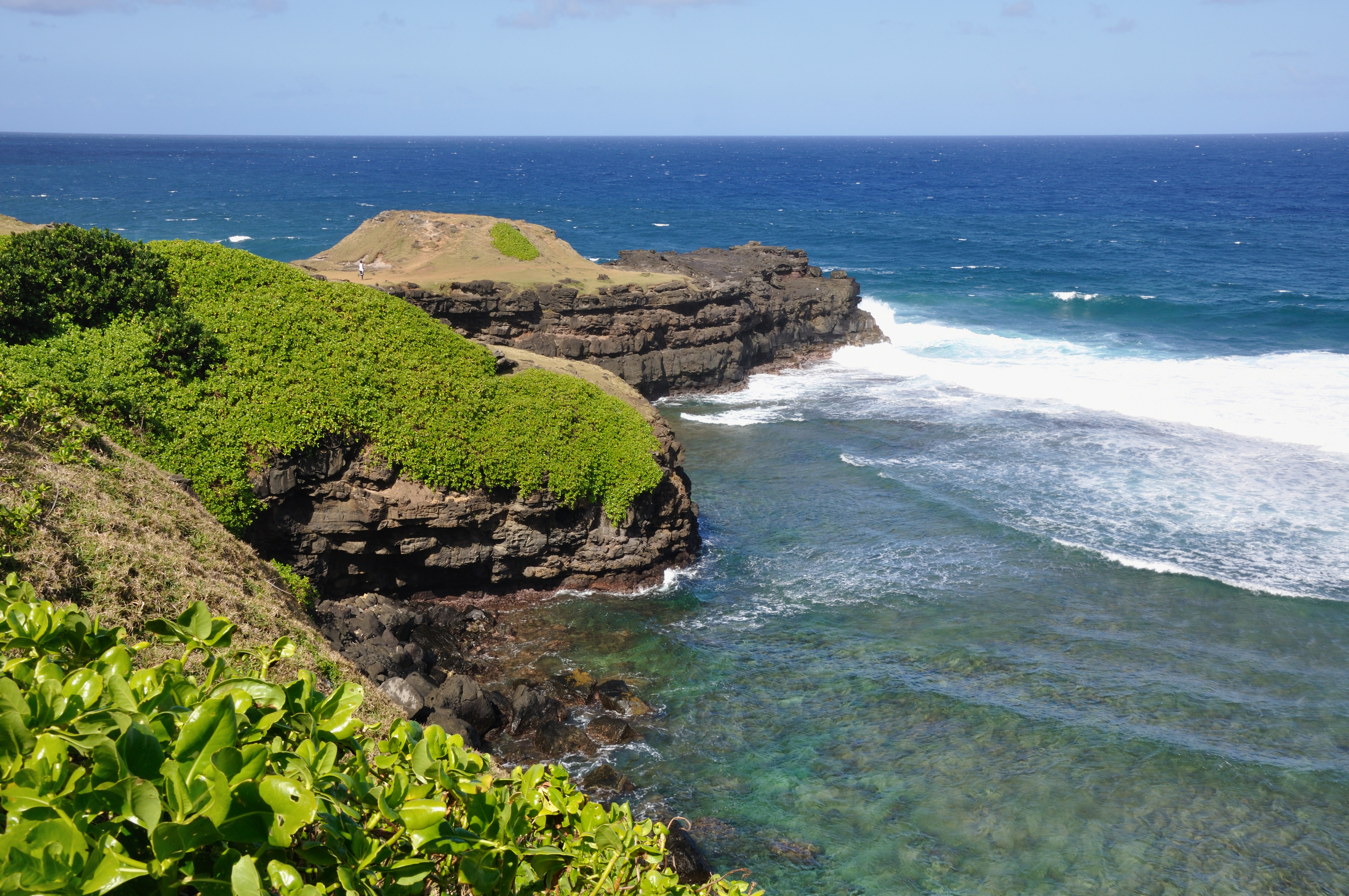
De kust

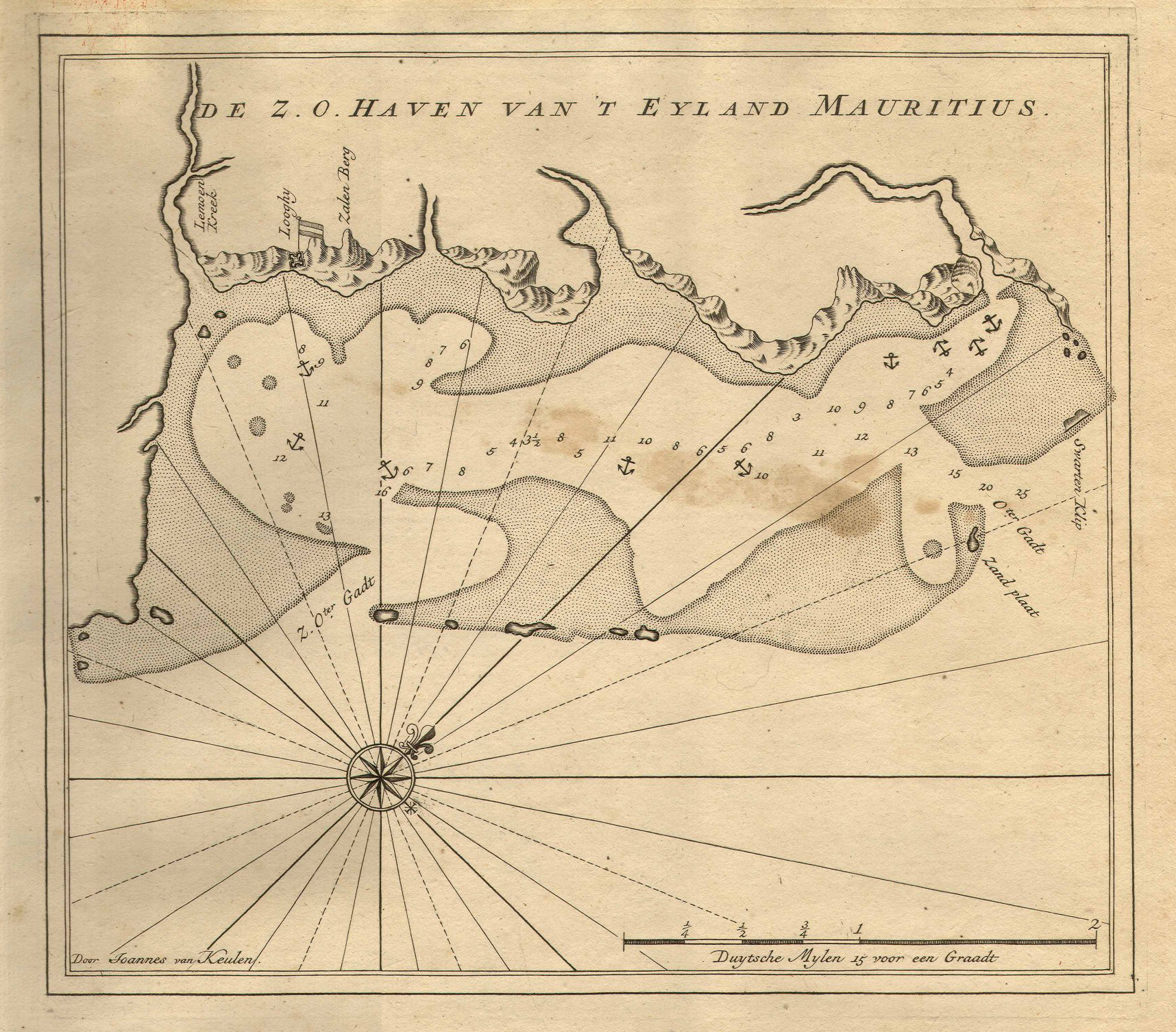
Kaart van de haven aan de zuidoostkust van het eiland (1753)

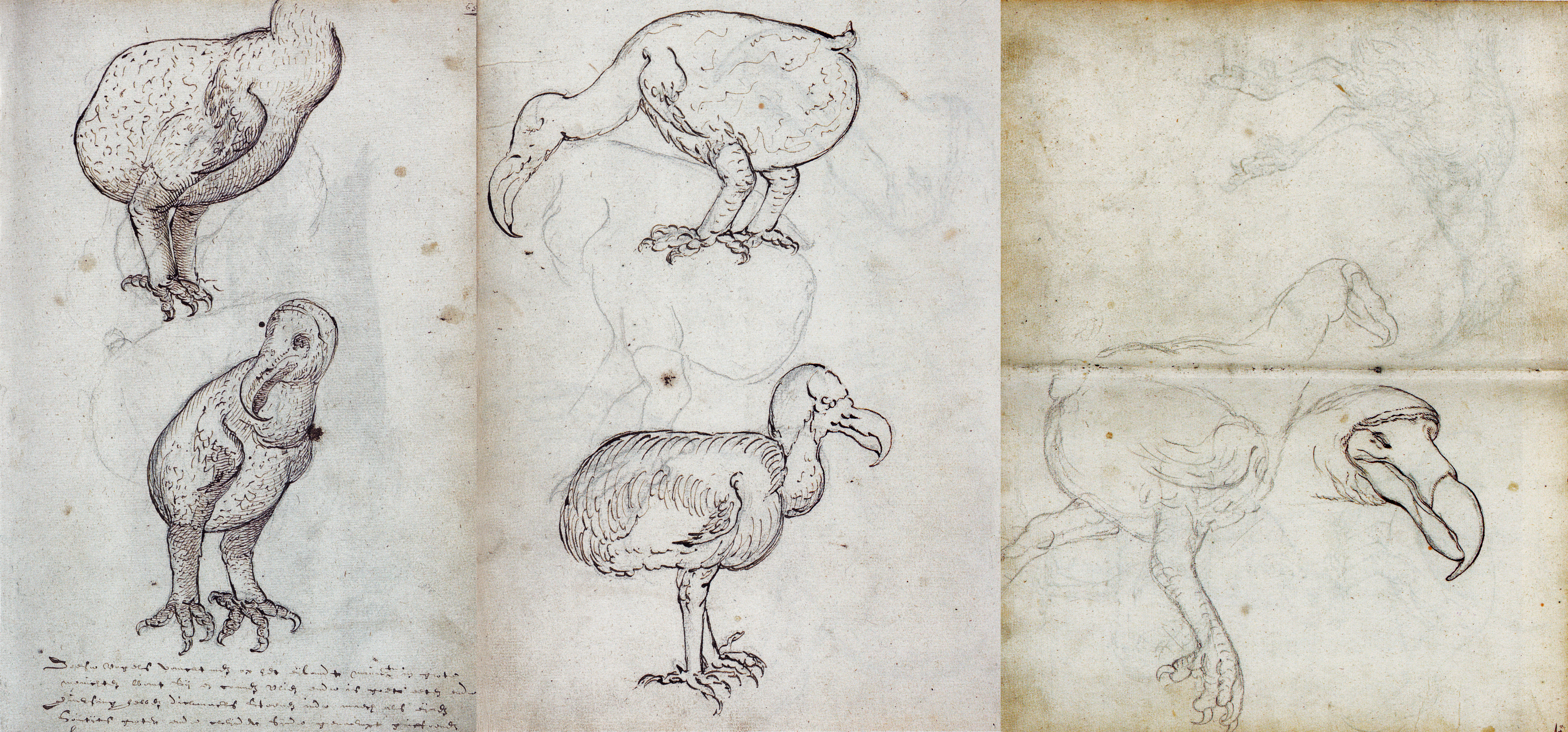
Vier tekeningen van een dodo (1602) uit het journaal van het schip Gelderland

Het vulkanische eiland Mauritius in de Indische Oceaan, deel uitmakend van de Mascarenen, had van 1638 tot 1658 en van 1664 tot 1710 een kleine Nederlandse bezetting. Het eiland werd aangedaan door de koopvaardijschepen op weg naar de Oost of op de terugreis. Op het tot dan toe vrijwel onbewoonde eiland en dat aan niemand toebehoorde, kwamen geen zoogdieren voor, behalve vleermuizen. Een aantal vogels waren geëvolueerd tot niet-vliegende soorten. Na het uitzetten van kippen, varkens en geiten, en de aanplant van fruitbomen werd Mauritius een niet-onbelangrijke pleisterplaats voor de VOC-schepen.
Tamelijk bekend is de geschiedenis van de dodo, de waggelgans, loop- of walgvogel, die gemakkelijk te vangen was, maar niet lekker van smaak was. Van de dodo en de reuzenschildpad wordt verondersteld dat die tussen 1677 en 1692 door de jacht zijn uitgestorven. Volkert Evertsz. was de laatste die een dodo heeft waargenomen. Op het eiland worden soms grote klompen amber gevonden, afkomstig uit de ingewanden van potvissen.

## Geschiedenis
Op 17 september 1598, nog voor de oprichting van de VOC, werd het eiland bezocht door Wybrand van Warwijck. Het is door hem vernoemd naar prins Maurits. Twee weken later voer hij verder, na de nodige reparaties en voorzien van vers voedsel en het achterlaten van een stel kippen. Naar alle waarschijnlijkheid bezocht hij ook de Cargados Carajos, ten NO van Mauritius. In 1601 kwamen Willem Cornelisz Schouten en Wolfert Harmensz. met het schip Gelderland op het eiland aan. Op nieuwjaarsdag 1606 was Steven van der Hagen op Mauritius en ontmoette Cornelis Matelieff de Jonge, die negen varkens en 28 geiten achterliet op het eiland. De 'Erasmus' had op 27 januari 1609 ter hoogte van Mauritius de retourvloot wegens lekkage moeten verlaten. De lading kruidnagel werd aan wal opgeslagen; de 69 opvarenden hadden zich daar een jaar moeizaam in leven weten te houden. Op 6 maart 1615 vergingen drie schepen voor anker liggend voor de kust van Mauritius tijdens een zware storm; ex-gouverneur-generaal Pieter Both wist de kust zwemmend te bereiken, maar stierf van uitputting. De op een na hoogste berg op het eiland is naar hem vernoemd.
Het eiland is in veertig jaar tijd door ongeveer vijftig schepen aangedaan, maar in 1638 besloot de VOC het eiland te koloniseren en een gouverneur op het eiland te plaatsen om te voorkomen dat de Engelsen, die een plan van Thomas Howard tot kolonisatie van Madagaskar hadden ontwikkeld, of de Fransen het eiland zouden bezetten. Op 6 mei 1638 kwam Cornelis Simonsz. Gooyer aan met elf schepen en meer dan 1.100 zeelieden. Hij liet binnen enkele maanden een houten fortificatie opwerpen met een bezetting van 24 man. Aan de oostkust werd Warwijcks Haven aangelegd. Gooyer liet zich na een jaar overplaatsen en is opgevolgd door Adriaan van der Stel.
Van der Stel werd vergezeld van 70 man, waaronder 40 invaliden, afkomstig van de Soenda-eilanden, die daar zouden kunnen herstellen. In zijn eerste jaar liet hij het Fort Frederik Hendrik aanpassen en bewapenen met 14 kanonnen.
In 1641 zou hij opdracht hebben gekregen al het ebbenhout te exporteren. In verband daarmee of met de aanplant van groente en fruit liet Van der Stel in 1642 105 slaven, die aanvankelijk vanuit Antongilbaai op Madagaskar werden aangevoerd, aanrukken om te proberen het tekort aan arbeidskracht op het eiland op te lossen. De helft van de slaven vluchtte binnen een week het binnenland in.

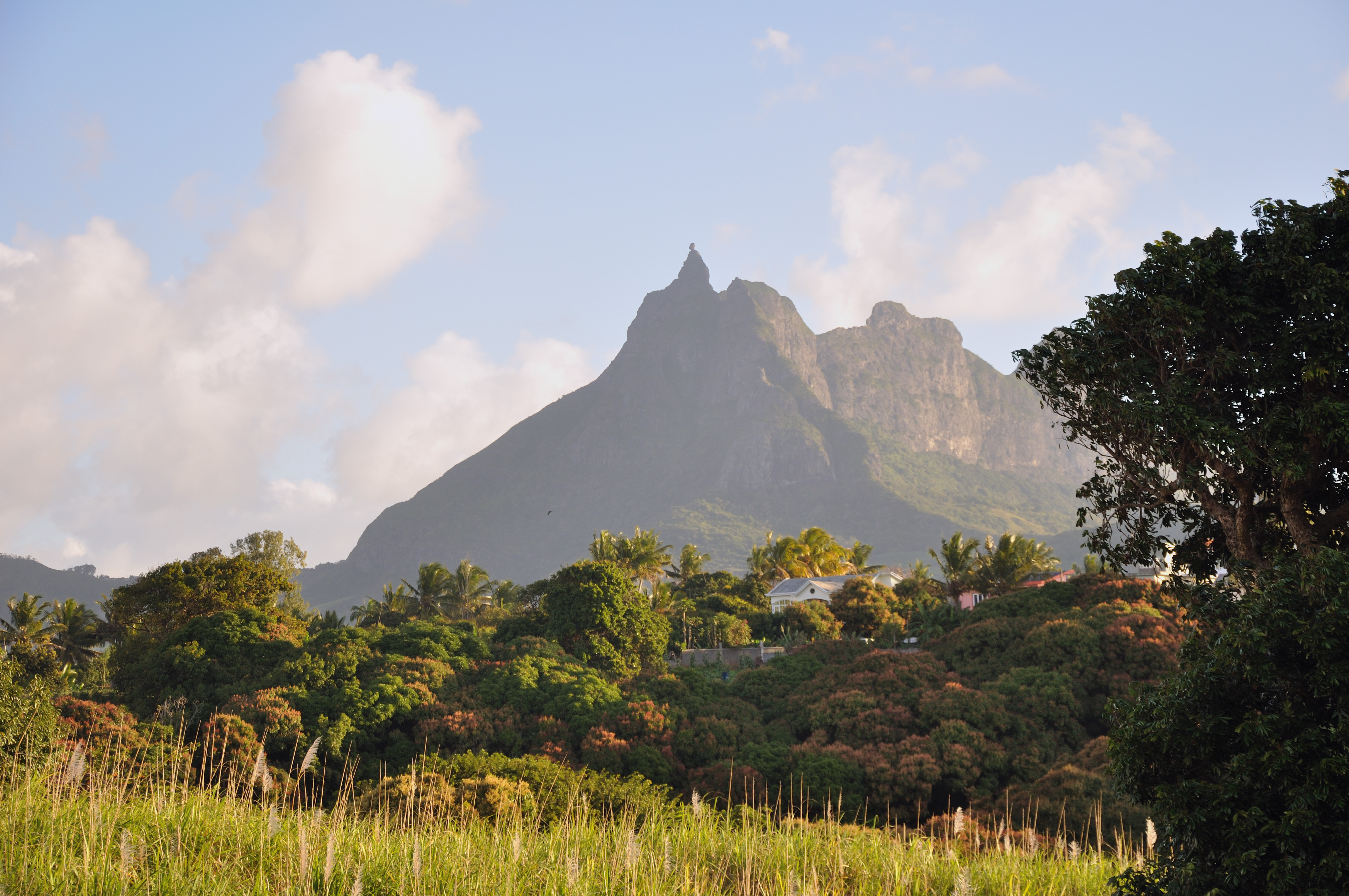
Landschap met aanbouw van suikerriet?

Van der Stel had meer succes met het importeren van het Javaans hert (Cervus timorensis), en de suikerteelt, nog steeds het belangrijkste handelsgewas op het eiland. De suiker zou aanvankelijk niet voor de export zijn bedoeld maar voor het maken van alcohol.
In oktober 1642 kreeg hij vanuit Batavia bezoek van Abel Tasman met een onbekende lading. Daar zou de bemanning goed te eten en drinken moeten krijgen (maximaal 16 dagen) en verder namen de twee schepen, de Heemskerck and de Zeehaen, voldoende water, brandhout en levensmiddelen (vooral varkens en geiten die verwilderd waren en door de bemanning werden gevangen) aan boord voor de expeditie om te proberen de ligging van het geheimzinnige Zuidland wat duidelijker te maken. Al op de reis van Batavia naar Mauritius bleken er diverse gebreken aan de schepen, vooral aan de Zeehaen, te bestaan zodat de reparatie daarvan het verblijf langer maakte dan wenselijk was: vijf weken.
Van der Stel had de opdracht op Mauritius de tuinbouw te ontwikkelen, maar had daarbij te kampen met veel tegenslag, waaronder een rattenplaag en droogte.
In 1644 werd het fort verwoest door een zware storm. De bezetting van het eiland zou het hebben overleefd door te vissen en te jagen.
In 1655 waren er drie nederzettingen op Mauritius. Er werd opnieuw geprobeerd de landbouw te ontwikkelen, maar ook deze poging mislukte vanwege de rattenplaag. Uiteindelijk besloot de VOC in 1658 het eiland te verlaten. Het fort werd gesloopt en de laatst overgebleven veertig Nederlanders verlieten het eiland. Alle goederen van waarde werden naar Ceylon of Batavia afgevoerd.

## Schipbreukelingen
Op 11 februari 1662 kwamen zeven met koper, salpeter, kamfer, suiker, indigo, kaneel en peper beladen retourschepen terecht in een orkaan in de buurt van de Cargados Carajos en het eiland Brandon. Drie schepen zonken onmiddellijk. De bemanning van de Aernhem, waarvan het achterschip uit zijn verband was geslagen, wist een sloep uit te zetten, waarin binnen de kortste keren 108 bemanningsleden zaten, waardoor de boot te zwaar beladen was. De schipper liet daarop een viertal passagiers over boord zetten. Vervolgens werd er op democratische wijze besloten over te gaan tot loting. Negen zeelui trokken een lot waaruit een hoekje ontbrak en werden overboord gezet. 's Avonds om tien uur kwam de sloep op het inmiddels onbemande Mauritius aan. De bemanning hield zich in leven met vis, oesters, krabben, schildpadden, palmkool en palmwijn. Toen ze na een week onder de knie hadden gekregen hoe ze vuur moesten maken en zout drogen, kwam er ook gevogelte, waaronder dodo's, op tafel. Dertien mannen roeiden naar Madagaskar. Twintig mannen werden eind februari meegenomen door een Engels schip en zeilden naar Kaap de Goede Hoop; vier mannen keerden terug naar de wal omdat het schip vol was. Op 18 juni kwam opnieuw een Engels schip langs, op weg naar India. De mannen weigerden mee te gaan, want ze leefden inmiddels in grote overvloed. In oktober 1662 deed Hubert Hugo, op weg naar Frankrijk, Mauritius aan. Hij wist 34 bemanningsleden over te halen bij hem in dienst te treden. Vier bemanningsleden schreven een verslag, waaronder Andries Stokram uit Sneek, die eind mei 1663 aankwam in Amsterdam.
Drie jaar later kwamen elf schepen tussen Mauritius en Madagaskar in de problemen. Volgens Wouter Schouten had niemand ooit zulke hoge golven gezien. Zijn hele schip trilde als een riet. Na elf dagen ging de wind liggen. Van een van de schepen, met 150 man aan boord, is nooit meer iets vernomen.

## Nieuwe kolonisatie

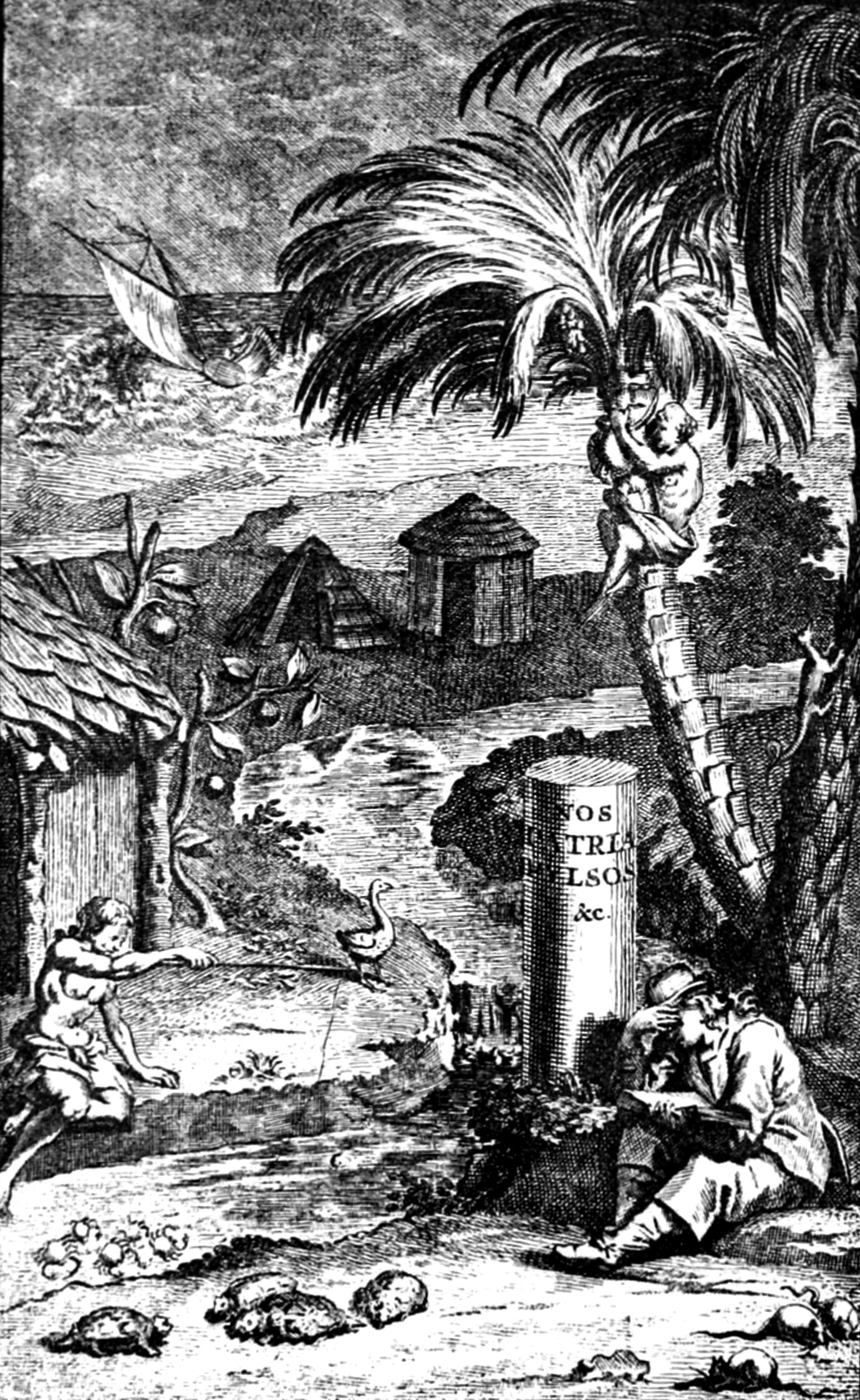
Een Franse onderzoeker op het nabij gelegen Rodrigues. Op de voorgrond een stel mangoesten, familie van het Stokstaartje, die ook voorkomen op Mauritius

Al in mei 1664 was besloten het eiland te opnieuw te koloniseren; er kwamen 12 man op het eiland aan. Ze hadden een compleet huis bij zich, zaden, gereedschappen en voorraad voor twaalf maanden. De gouverneur kreeg niet lang daarna een hartaanval. Na een jaar werd een schip gezonden met nieuwe voorraad; de manschappen bleken los geslagen en rijst en de sterkedrank bleek al na drie maanden op. De kapitein van het schip Pimpel benoemde Georg Friedrich Wreede, de tweede man op het eiland, als nieuwe gouverneur. Drie man werden afgevoerd naar Kaap de Goede Hoop en daar veroordeeld.
François Caron schijnt omstreeks die tijd een handelspost op Mauritius te hebben gevestigd, bestaande uit twee Fransen en tien slaven.
Elk jaar werd vanuit Kaap de Goede Hoop een expeditie naar het eiland gestuurd. In 1666 werden twee paarden, negen schapen en een stel honden op het eiland afgeleverd. De kapitein van het schip had als instructie gekregen dat niemand het eiland mocht verlaten als zijn contract nog niet afgelopen was.
Wreede werd in 1668 gedegradeerd en vervangen door Dirck Jansz. Smient, omdat de soldaten klaagden over zijn leiderschap. Smient heeft drie wegen laten aanleggen om het ebbenhout naar de haven te transporteren. In oktober 1669 was Wreede terug op het eiland. Smient was blij dat hij Mauritius kon verlaten en meldde dat het eiland beter functioneerde als voorheen. Eind februari 1672 is Wreede tijdens een storm omgekomen.
In februari 1673 arriveerde de voormalige piraat Hubert Hugo op Mauritius, hij had 22 slaven meegenomen van Madagaskar. In zijn contract had hij bedongen niet afhankelijk te willen zijn van de commandeur in Tafelbaai. Hij wilde de handel met India en Afrika vanaf het eiland opnieuw organiseren. Het fort had meer van een alle kanten lekkende boerenschuur. Op zolder liepen de ratten rond en Hugo liet arseen strooien. De groentetuin was in slechte staat. De rupsen hadden alles aangevreten. In 1674 werden alle gebouwen verwoest tijdens een storm. Na vijf jaar werd hij afgelost en Hugo vertrok teleurgesteld naar Batavia.
In 1682 gaf Joan Huydecoper van Maarsseveen opdracht aan Isaac Johannes Lamotius (1646-), de nieuwe gouverneur, instructies hoe een herbarium aan te leggen. In 1685 kreeg Lamotius het verzoek een subtropische plant op te sturen. De netmeloen kwam het jaar daarop aan. In 1695 werd hij veroordeeld vanwege privéhandel tot zes jaar dwangarbeid op het eiland Rosengain, onderdeel van de Banda-eilanden. Lamotius maakte 250 tekeningen die bewaard worden in Parijs.
In 1693 landde François Leguat op het eiland. Op 9 februari 1695 is de nederzetting is door een orkaan verwoest; in 1701 landde er een schip met 200 piraten. Roelof Diodati, afkomstig uit Dordrecht met een Zwitsers-Italiaanse achtergrond, was gedwongen met hen te onderhandelen en de helft van de levensmiddelen uit te leveren. In februari 1707 besloot de VOC het eiland op te geven. Op 15 november 1707 werden alle gebouwen en administratie door een brand verwoest. In 1710 waren de laatste Nederlanders vertrokken naar Batavia of de Kaap. Alles wat nog overeind stond werd in brand gestoken, zelfs de bossen, zodat het hout voor niemand bruikbaar zou zijn.
In februari 1715 werd het eiland vanwege de handige ligging door de Fransen gekoloniseerd en Île de France genoemd. Pas in 1722 vestigde Denyon zich op het eiland als gouverneur. In 1814 werd het een Britse kroonkolonie (Brits-Mauritius).